# 265 av. J.-C.
Cette page concerne l'année 265 av. J.-C. du calendrier julien proleptique.

## Événements
- 30 mars (21 avril du calendrier romain) : début à Rome du consulat de Quintus Fabius Maximus Gurges et Lucius Mamilius Vitulus[1].
  - Révolte des esclaves, alliés à la plèbe à Volsinies (Velzna). Les aristocrates étrusques font appel à Rome qui détruit la ville et transfère la population à Bolsena sur un site moins facile à défendre. Le sanctuaire fédéral du Fanum Voltumnae est pillé. Les cités Étrusques sont « fédérées » (soumises) à Rome en 264 av. J.-C.[2]. Le territoire des cités étrusques est confisqué par Rome, en partie ou en totalité, et des colonies latines et romaines sont fondées au cœur du pays conquis. Certaines cités conservent cependant jusqu’à Auguste une population en majorité étrusque, ainsi que les sacerdoces et les magistratures de leurs ancêtres. Rome laisse leurs privilèges aux élites locales (dont certaines entrent au Sénat), s’assurant ainsi du contrôle des populations et leur fusion dans la communauté romaine.
  - Ambassade des Mamertins établis à Messine, pour offrir leur ville aux Romains à condition de les délivrer de la garnison carthaginoise qui tient la citadelle depuis la tentative de Hiéron II de prendre la ville[1].

- Guerre chrémonidéenne : troisième échec de Sparte devant Corinthe. Mort du roi Areus Ier. Début du siège d'Athènes par Antigone II Gonatas (fin en 262, 261 av. J.-C.)[3]. La garnison antigonide du Pirée résiste à la pression lagide[4].

- Début du règne d'Acrotatos, fils d'Areus, roi de Sparte[5].
- Nicomède Ier fonde Nicomédie en Bithynie[6].

## Naissances
- Agis IV, roi de Sparte.

## Décès
- Euclide, mathématicien de la Grèce antique (né en 325 av. J.-C.)
- Areus Ier, roi de Sparte.